# 拉塞爾維爾 (印第安納州)
拉塞爾維爾（英語：Russellville）是一個位於美國印地安納州普特南縣的城鎮。

## 人口
根據2010年美國人口普查的數據，拉塞爾維爾的面積為0.52平方千米，當中陸地面積為0.52平方千米，而水域面積為0.00平方千米。當地共有人口358人，而人口密度為每平方千米688人。